# Olimpiejska (metrostation)
Olimpiejska (Oekraïens: Олімпійська, ⓘ) is een station van de metro van Kiev. Het station werd geopend op 19 december 1981 en was twee jaar lang het zuidelijke eindpunt van de Obolonsko-Teremkivska-lijn. Het metrostation bevindt zich onder de Tsjervonoarmiejska voelytsja (Straat van het Rode Leger), ten zuiden van het stadscentrum. Station Olimpiejska is genoemd naar het naastgelegen Nationaal Sportcomplex Olimpiejsky en kreeg zijn huidige naam in juni 2011. Van 1981 tot 2011 heette het station Respoeblikansky stadion (Stadion van de Republiek).
Het station is zeer diep gelegen en beschikt over een perronhal die door arcades van de sporen wordt gescheiden. De wanden zijn bekleed met grijs marmer en de verlichting geschied door kroonluchters. Op een wand aan het einde van de centrale hal zijn de olympische ringen aangebracht. De toegangen tot het station bevinden zich op de kruising van de Tsjervonoarmiejska voelytsja en de Voelytsja fizkoeltoery (Straat van de Lichamelijke Oefening). Een toegangsgebouw heeft het metrostation niet, de stationshal ligt ondergronds.